# Cameron Mizell
Cameron Mizell (* 28. September 1983) ist ein US-amerikanischer Musikproduzent und Metal-Musiker. Er ist Besitzer der Chango Studios in Lake Mary, Florida. Er startete als Produzent im Jahr 2003.
Er arbeitete als Produzent mit Musikern wie Sleeping with Sirens, Palisades, Memphis May Fire, Dream On, Dreamer, Honour Crest, This Romantic Tragedy, A Skylit Drive, Woe, Is Me, Broadway, For All Those Sleeping, Hands Like Houses, I See Stars, The Browning und Capture the Crown zusammen.
Auch war er Frontsänger der Band Last Winter, dessen Alben er ebenfalls produzierte. Last Winter standen bei Lifeforce Records unter Vertrag. Neben seiner Tätigkeit als Musikproduzent arbeitet er an seinem Solo-Musikprojekt, dass Time Traveller heißt. Am 17. Dezember 2013 erschien das Debütalbum Morla And The Red Balloon über Rise Records. Das Projekt ist dem Metal- bzw. Post-Hardcore anzusiedeln.

## Diskografie

### Mit Last Winter
- 2006: Transmission: Skyline (Fabtone Records)
- 2007: Under the Silver of Machines (Lifeforce Records)

### Mit Time Traveller
- 2013: Morla And The Red Balloon (Rise Records)

## Produktion (Auswahl)
- 2013: Sleeping with Sirens – Feel
- 2013: This Romantic Tragedy – The Illusion of Choice
- 2013: Honour Crest – Spilled Ink
- 2013: A Skylit Drive – Rise
- 2013: Woe, Is Me – American Dream
- 2013: Palisades – Outcasts
- 2012: Capture the Crown – ´Til Death
- 2012: Woe, Is Me – Genesi[s]
- 2012: Woe, Is Me – Number[s]
- 2012: Memphis May Fire – Challenger
- 2012: For All Those Sleeping – Outspoken
- 2012: Broadway – Gentlemen´s Brawl
- 2012: Hands Like Houses – Ground Dweller
- 2011: The Browning – Burn This World
- 2011: Fit for a King – Descendants
- 2011: Dream On, Dreamer – Heartbound
- 2011: Memphis May Fire – The Hollow
- 2011: I See Stars – The End of the World Party